# English Football League
English Football League (EFL) este o competiție fotbalistică în care evoluează cluburi profesioniste de fotbal din Anglia și Țara Galilor. Fondată în 1888, este cea mai veche competiție de acest fel din lume și a doua competiție fotbalistică internă din Anglia, după Football Association Cup.. A fost competiția de top din Anglia până în 1992, când primele 20 de cluburi s-au separat pentru a forma Premier League.
Cele 72 de cluburi participante sunt egal distribuite în trei divizii, respectiv Championship, League One și League Two. La finalul competiției, echipele clasate pe primele poziții în Championship promovează în Premier League iar echipele clasate pe cele mai slabe poziții din League Two, retrogadează în National League.
Urmând procedurile jurdice ale forului englez de fotbal FA Football Association, Football League a fondată în anul în 1888 după mai multe întruniri inițiate de către președintele clubului Aston Villa Football Club (Birmingham), William McGregor.
Primul sezon a începur la 8 spetembrie 1888 și a reunit 12 cluburi din regiunile Midlands și Northern England: Accrington Football Club, Aston Villa FC, Blackburn Rovers FC, Bolton Wanderers FC, Burnley FC, Derby County FC, Everton FC, Notts County FC, Preston North End FC, Stoke Football Club. (redenumit Stoke City FC în 1928), West Bromwich Albion FC și Wolverhampton Wanderers FC.
La sfârșitul primul sezon, 1888-99, Preston North End Football Club a cucerit primul titlu de campioni.
Concomitent cu Football League mai exista o competiție, Football Alliance prezidată de John Holmes, președintele clubului The Wednesday (Sheffield).

## Campionii 1888-1892
| Anul    | Campiona (Nr. de Titluri)            | Vice-Campiona                   | Locul Trei                            | Golgheter                               | Nr. Goluri |
| ------- | ------------------------------------ | ------------------------------- | ------------------------------------- | --------------------------------------- | ---------- |
| 1888–89 | Preston North End Football Club[1]   | Aston Villa Football Club       | Wolverhampton Wanderers Football Club | John Goodall (Preston North End F.C.)   | 21         |
| 1889–90 | Preston North End Football Club (2)  | Everton Football Club           | Blackburn Rovers Football Club        | Jimmy Ross (Preston North End F.C )     | 24         |
| 1890–91 | Everton Football Club                | Preston North End Football Club | Notts County Football Club            | Jack Southworth (Blackburn Rovers F.C.) | 26         |
| 1891–92 | Sunderland Association Football Club | Preston North End Football Club | Bolton Wanderers Football Club        | John Campbell (Sunderland A.F.C.)       | 32         |

În 1892, cele două competiții au fuzionat creându-se astfel o competiție mai puternică ierarhizată pe două eșaloane: Football League First Division (care cuprinde majoritatea echipelor din Football League și cele mai puternice trei echipe din Football Alliance) și Football League Second Division (majoritatea din "Football Alliance").